# Erythroneura vitifex
Erythroneura vitifex är en insektsart som beskrevs av Fitch 1856. Erythroneura vitifex ingår i släktet Erythroneura och familjen dvärgstritar. Inga underarter finns listade i Catalogue of Life.